# Frank Kiehn Madsen
Frank Kiehn Madsen (bedre kendt under kunstnernavnet Frank E) er en dansk DJ, musikproducer og lydtekniker. Han var medstifter at det succesrige psykedelisk trance band Koxbox i 1993. Bandet er kendt for deres hårdt pumpede rytmer og svævende keyboard-klange, og de har udgivet fire album.
Koxbox består i dag kun af Frank Madsen. Peter Candy forlod gruppen i 1998, og Ian Johannson (Ian Ion) forlod gruppen i 2003, men genindtrådte i 2006 i forbindelse med produktionen af albummet U-Turn. Medlemmerne af Koxbox har også udgivet musik under navnene Psychopod og Saiko-Pod.
Madsen har også en baggrund inden for det københavnske nyrock-miljø. I dag er han bosiddende på Ibiza i Spanien.

## Diskografi

### Koxbox
- 1995 – Forever After
- 1997 – Dragon Tales
- 1999 – The Great Unknown
- 2006 – U-Turn

### Saiko-Pod
- 2002 – Phutures and Options
- 2004 – Phuture Remixes